# Bartosz Białek
Bartosz Białek (* 11. November 2001 in Brzeg) ist ein polnischer Fußballspieler. Der Stürmer steht aktuell beim SV Darmstadt 98 unter Vertrag und war Nachwuchsnationalspieler seines Landes.

## Karriere

### Verein
Białek spielte bis 2011 in den Jugendmannschaften des örtlichen Vereins Stal Brzeg, bevor er zu MKS Oława wechselte. Mit 13 Jahren wurde Białek in der Jugendakademie von Zagłębie Lubin aufgenommen und fortan ausgebildet. Als B-Junior spielte der Angreifer zum Ende der Saison 2017/18 hin erstmals für die zweite Herrenmannschaft Lubins und stand eine halbe Stunde auf dem Feld. In seinem letzten Jahr in der A-Jugend des Vereins spielte Białek häufiger für die Reserve in der 4. Liga und konnte auch seine ersten Treffer erzielen. Parallel zu seinem Engagement in der zweiten Mannschaft wurde der Stürmer im November 2019 unter Cheftrainer Martin Sevela auch in das Profiteam integriert. Er war in der Folge Stammkraft im Sturmzentrum, schoss neun Tore (sein erstes gleich beim Debüt) und war so hinter erfahrenen Kräften wie Damjan Bohar oder Saša Živec der dritterfolgreichste Torschütze des Teams. Weiters kam Białek auf vier Torvorlagen, musste aber mit der Mannschaft über die Abstiegsrunde um den Klassenerhalt spielen.
Im August 2020 wechselte der Pole in die deutsche Bundesliga zum VfL Wolfsburg, bei dem er einen bis Juni 2024 gültigen Vertrag erhielt.
Im August 2022 wechselte er leihweise in die Eredivisie zu Vitesse Arnheim.
Im Juli 2023 wurde er für eine Spielzeit nach Belgien zum Erstligisten KAS Eupen verliehen. Dort erlitt er Mitte Juli 2023 in der Saisonvorbereitung bei einem Testspiel gegen Stade Reims eine schwere Knieverletzung, infolge der er während der gesamten Hauptrunde ausfiel. Białek wurde erst in den Play down-Spielen eingesetzt und kam so auf 6 von 36 möglichen Ligaspielen. Die Saison endete mit dem Abstieg der KAS Eupen in der Division 1B.
Im Sommer 2025 verließ er Wolfsburg und wechselte zum SV Darmstadt 98.

### Nationalmannschaft
Białek kam im August 2017 in drei Freundschaftsspielen der polnischen U17-Auswahl zum Einsatz. 2019 absolvierte er zwei Spiele für die U18-Nationalmannschaft. Mit der U19 scheiterte er in der Gruppenphase der Qualifikation zur U19-Europameisterschaft 2020.